# Philippe Hui
 (janvier 2012).
Si vous disposez d'ouvrages ou d'articles de référence ou si vous connaissez des sites web de qualité traitant du thème abordé ici, merci de compléter l'article en donnant les références utiles à sa vérifiabilité et en les liant à la section « Notes et références ».
 (novembre 2024).
L'article doit être relu — et modifié si nécessaire — par des contributeurs indépendants pour apporter un regard critique aux contributions effectuées en violation des conditions d'utilisation de Wikipédia, tant sur la forme (notamment concernant le style encyclopédique, la proportionnalité) que sur le fond (la neutralité de point de vue, la qualité et l'indépendance des sources).
Philippe Hui est un chef d'orchestre français né à Paris en 1961.

## Biographie
Appelé par Claude Schnitzler, il devient son assistant à l’Orchestre de Bretagne durant la saison 1993/1994. Il est ensuite Responsable Musical de l’Opéra de Tours de 1994 à 1998. En 2001, il devient assistant de James Conlon à l’Opéra de Paris, auquel il collabore régulièrement depuis.
Philippe Hui a assuré pendant plusieurs années la direction musicale du Festival « Opéras en plein air ». Il mène sa carrière sur de nombreuses scènes et Festivals en France et à l’étranger.
Philippe Hui dirige la Philharmonie des Deux Mondes, orchestre symphonique en Loire Atlantique qu’il a fondé en 2013 afin de permettre au plus grand nombre l’accès aux œuvres majeures du grand répertoire symphonique classique.